# Brackenridgia palmitensis
Brackenridgia palmitensis är en kräftdjursart som beskrevs av Stanley B. Mulaik 1960. Brackenridgia palmitensis ingår i släktet Brackenridgia och familjen Trichoniscidae. Inga underarter finns listade i Catalogue of Life.